# Liste des évêques d'Ugento-Santa Maria di Leuca
La liste des évêques d'Ugento recense les noms des évêques qui se sont succédé sur le siège du diocèse d'Ugento-Santa Maria di Leuca.

## Évêque d'Ugento
- Giovanni I (documenté en 1125 et en 1175)
- Simone, O.S.B (vers 1170/1200)
- Anonyme (mentionné en 1195/1198)
- Anonyme (mentionné en 1230/1238)
- Anonyme (mentionné en 1238)
- Lando (1253 - 1280)
- Goffredo (1282 - ?)
- Egidio (mentionné en 1283)
- Giovanni Allegri (1284 - 1291), nommé évêque de Ravello
- Giovanni II (1291 - ?)
- Nicola ( ? )
- Giovanni III (1363 - ?)
- Obédience avignonnaise
  - Riccardo (vers 1389 - 1391), nommé évêque de Troia
  - Andrea I (vers 1390 - ? )
  - Giovanni IV (1398 - ?)
- Obédience romaine
  - Leonardo (vers 1389 - 1392)
  - Tommaso (1392 - 1399)
  - Giovanni V (1399 - 1401)
  - Tommaso Butyller, O.F.M (1401 - 1405)
  - Onofrio da Sulmona, O.E.S.A (1405 - 1427)
- Giovanni IV (1427 - 1437), (pour la seconde fois)
- Nuccio da Nardò, O.F.M (1438 - 1446)
- Filippo (1446 - ?)
- Domenico Erach (mentionné en 1464)
- Nicola (? - 1489)
- Antonio Giaconi (1489 - 1494), nommé évêque de Pouzzoles
- Mauro de Sinibaldis (1494 - 1517)
- Andrea II (1517 - ? )
- Carlo Borromeo (1530 - 1537), nommé évêque de Pouzzoles
- Bonaventura, O.F.M.Obs (1537 - 1558)
- Antonio Minturno (1559 - 1565), nommé évêque de Crotone
- Desiderio Mazzapica, O.Carm (1566 - 1593)
  - Siège vacant (1593-1596)
- Giuseppe De Rossi (1596 - 1599), nommé évêque d'Aquila
- Pedro Guerrero (1599 - 1611)
  - Siège vacant (1611-1614)
- Luca Franchi (1614 - 1615)
- Juan Bravo Lagunas, O.E.S.A (1616 - 1627)
- Luis Ximénez, O. de M (1627 - 1636)
- Geronimo Martini (1637 - 1648)
- Agostinho Barbosa (1649 - 1649)
- Andrea Lanfranchi, C.R (1650 - 1651)
  - Siège vacant (1651-1659)
- Lorenzo Enzines, O.Carm (1659 - 1660)
  - Siège vacant (1660-1663)
- Antonio Carafa, C.R (1663 - 1704)
- Pedro Lázaro Terrer, O.F.M. Obs (1705 - 1709)
  - Siège vacant (1709-1713)
- Nicola Spinelli (1713 - 1718)
  - Siège vacant (1718-1722)
- Andrea Maddalena, C.R.M (1722 - 1724), nommé archevêque de Brindisi
- Francesco Battaller, O.Carm (1725 - 1735)
- Giovanni Rosso, C.R (1736 - 1737), nommé archevêque de Matera et d'Acerenza
- Gennaro Carmignano, C.R (1737 - 1738), nommé archevêque de Gaète
- Arcangelo Maria Ciccarelli, O.P (1738 - 1747)
- Tommaso Mazza (1747 - 1768), nommé évêque de Castellammare di Stabia
- Giovanni Domenico Durante (1768 - 1781)
- Giuseppe Monticelli (1782 - 1791)
- Giuseppe Corrado Panzini (1792 - 1811)
  - Siège vacant (1811-1818)
- Camillo Alleva (1818 - 1824)
- Francesco Saverio de Urso, O.M (1824 - 1826)
- Angelico Mestria, O.F.M.Cap (1828 - 1836)
- Francesco Bruni, C.M (1837 - 1863)
  - Siège vacant (1863-1873)
- Salvatore Luigi Zola, C.R.L (1873 - 1877), nommé évêque de Lecce
- Gennaro Maria Maselli, O.F.M (1877 - 1890)
- Vincenzo Brancia (1890 - 1896)
- Luigi Pugliese (1896 - 1923)
- Antonio Lippolis (1923 - 1932)
- Teodorico de Angelis (1934 - 1936), nommé évêque de Nocera de' Pagani
- Giuseppe Ruotolo (1937 - 1959), nommé évêque d'Ugento-Santa Maria di Leuca

## Évêque d'Ugento-Santa Maria di Leuca
- Giuseppe Ruotolo (1959 - 1968)
  - Siège vacant (1968-1974)
  - Gaetano Pollio (1968 - 1969) (administrateur apostolique)
  - Nicola Riezzo (1969 - 1974) (administrateur apostolique)
- Michele Mincuzzi (1974 - 1981), nommé archevêque de Lecce
- Mario Miglietta (1981 - 1992)
- Domenico Caliandro (1993 - 2000), nommé évêque de Nardò-Gallipoli
- Vito De Grisantis (2000 - 2010)
- Vito Angiuli (2010 -  )

## Sources
- (en) Fiche du diocèse d'Ugento sur catholic-hierarchy.org